# 大庙镇 (朝阳县)
大庙镇，是中华人民共和国辽宁省朝阳市朝阳县下辖的一个乡镇级行政单位。

## 行政区划
大庙镇下辖以下地区：
大庙村、老西沟村、邓杖子村、宁杖子村、水泉村、卧佛头沟村、范杖子村、胜利村、贝子胡同村、鞠杖子村和青山村。